# 유등면
유등면(柳等面)은 대한민국 전북특별자치도 순창군의 면이다.

## 개요
유등면은 굽이 굽이 흐르는 섬진강 물결을 끼고 있는 맑은 물, 깨끗한 공기를 간직하고 있는 천혜의 청정 고장이다. 더불어 자연을 벗 삼아 스포츠를 즐길 수 있는 섬진강 체육공원은 체육동호인으로부터 큰 호평을 받고 있다.

## 행정 구역
- 건곡리
- 무수리
- 오교리
- 외이리
- 유촌리
- 창신리